# Ceanothus serrulatus
Ceanothus serrulatus là một loài thực vật có hoa trong họ Táo. Loài này được McMinn mô tả khoa học đầu tiên năm 1933.